# Tennis op de Olympische Zomerspelen 2020
Tennis is een van de olympische sporten die beoefend werd tijdens de Olympische Zomerspelen 2020 in Tokio.
Tennis op de Olympische Zomerspelen omvatte vijf onderdelen. De vijf toernooien vonden van 24 juli tot en met 1 augustus 2021 plaats op de hardcourtbanen van het Ariake tennispark van Tokio.

## Wedstrijden

### Opzet
- Alle wedstrijden duurden maximaal drie sets, voor het eerst was de finale van het mannenenkelspel ook maximaal drie sets.[1]
- De derde set in het herendubbelspel en damesdubbelspel werd vervangen door een match-tiebreak, net als het geval was in 2012 en 2016 voor het gemengd dubbelspel.[1]
- De twee verliezers uit de halve finales speelden tegen elkaar om het brons.
- In tegenstelling tot de normale tennistoernooien was er geen prijzengeld te verdienen.
- Er waren geen punten te verdienen voor de wereldranglijsten van de ATP en WTA.

### Kwalificatie
Aan het tennistoernooi mochten per land maximaal zes mannen en zes vrouwen deelnemen, vier in het enkelspel en twee koppels in de dubbelspelen.

## Toernooikalender
| Tokio              | juli 2021 | juli 2021 | juli 2021 | juli 2021   | juli 2021   | juli 2021    | juli 2021    | juli 2021                | juli 2021                | augustus 2021 |
| Tokio              | zat 24    | zon 25    | maa 26    | din 27      | din 27      | woe 28       | don 29       | vrĳ 30                   | zat 31                   | zon 1         |
| ------------------ | --------- | --------- | --------- | ----------- | ----------- | ------------ | ------------ | ------------------------ | ------------------------ | ------------- |
| vrouwenenkelspel   | 1e ronde  | 1e ronde  | 2e ronde  | 3e ronde    | 3e ronde    | kwartfinale  | halve finale |                          | bronzen en gouden finale |               |
| vrouwendubbelspel  | 1e ronde  | 1e ronde  | 2e ronde  | 2e ronde    | kwartfinale | kwartfinale  | halve finale |                          | bronzen finale           | gouden finale |
| mannenenkelspel    | 1e ronde  | 1e ronde  | 2e ronde  | 2e ronde    | 2e ronde    | 3e ronde     | kwartfinale  | halve finale             | bronzen finale           | gouden finale |
| mannendubbelspel   | 1e ronde  | 1e ronde  | 2e ronde  | kwartfinale | kwartfinale | halve finale |              | bronzen en gouden finale |                          |               |
| gemengd dubbelspel |           |           |           |             |             | 1e ronde     | kwartfinale  | halve finale             | bronzen finale           | gouden finale |

## Medailles

### Medaillewinnaars
| Onderdeel          | Goud | Goud                                        | Zilver | Zilver                           | Brons | Brons                        |
| ------------------ | ---- | ------------------------------------------- | ------ | -------------------------------- | ----- | ---------------------------- |
| mannenenkelspel    | GER  | Alexander Zverev                            | ROC    | Karen Chatsjanov                 | ESP   | Pablo Carreño Busta          |
| mannendubbelspel   | CRO  | Nikola Mektić Mate Pavić                    | CRO    | Marin Čilić Ivan Dodig           | NZL   | Marcus Daniell Michael Venus |
| vrouwenenkelspel   | SUI  | Belinda Bencic                              | CZE    | Markéta Vondroušová              | UKR   | Elina Svitolina              |
| vrouwendubbelspel  | CZE  | Barbora Krejčíková Kateřina Siniaková       | SUI    | Belinda Bencic Viktorija Golubic | BRA   | Laura Pigossi Luisa Stefani  |
| gemengd dubbelspel | ROC  | Anastasija Pavljoetsjenkova Andrej Roebljov | ROC    | Jelena Vesnina Aslan Karatsev    | AUS   | Ashleigh Barty John Peers    |

### Medaillespiegel

Ariake Colosseum in 2021

| Plaats | Land            | NOC    | Goud | Zilver | Brons | Totaal |
| ------ | --------------- | ------ | ---- | ------ | ----- | ------ |
| 1      | Russische ploeg | RUS    | 1    | 2      | 0     | 3      |
| 2      | Tsjechië        | CZE    | 1    | 1      | 0     | 2      |
| 2      | Kroatië         | CRO    | 1    | 1      | 0     | 2      |
| 2      | Zwitserland     | SUI    | 1    | 1      | 0     | 2      |
| 5      | Duitsland       | GER    | 1    | 0      | 0     | 1      |
| 6      | Australië       | AUS    | 0    | 0      | 1     | 1      |
| 6      | Brazilië        | BRA    | 0    | 0      | 1     | 1      |
| 6      | Nieuw-Zeeland   | NZL    | 0    | 0      | 1     | 1      |
| 6      | Oekraïne        | UKR    | 0    | 0      | 1     | 1      |
| 6      | Spanje          | ESP    | 0    | 0      | 1     | 1      |
| Totaal | Totaal          | Totaal | 5    | 5      | 5     | 15     |